# Vič, Dravograd
Vič je naselje v Občini Dravograd.